# Formulaire de géométrie classique

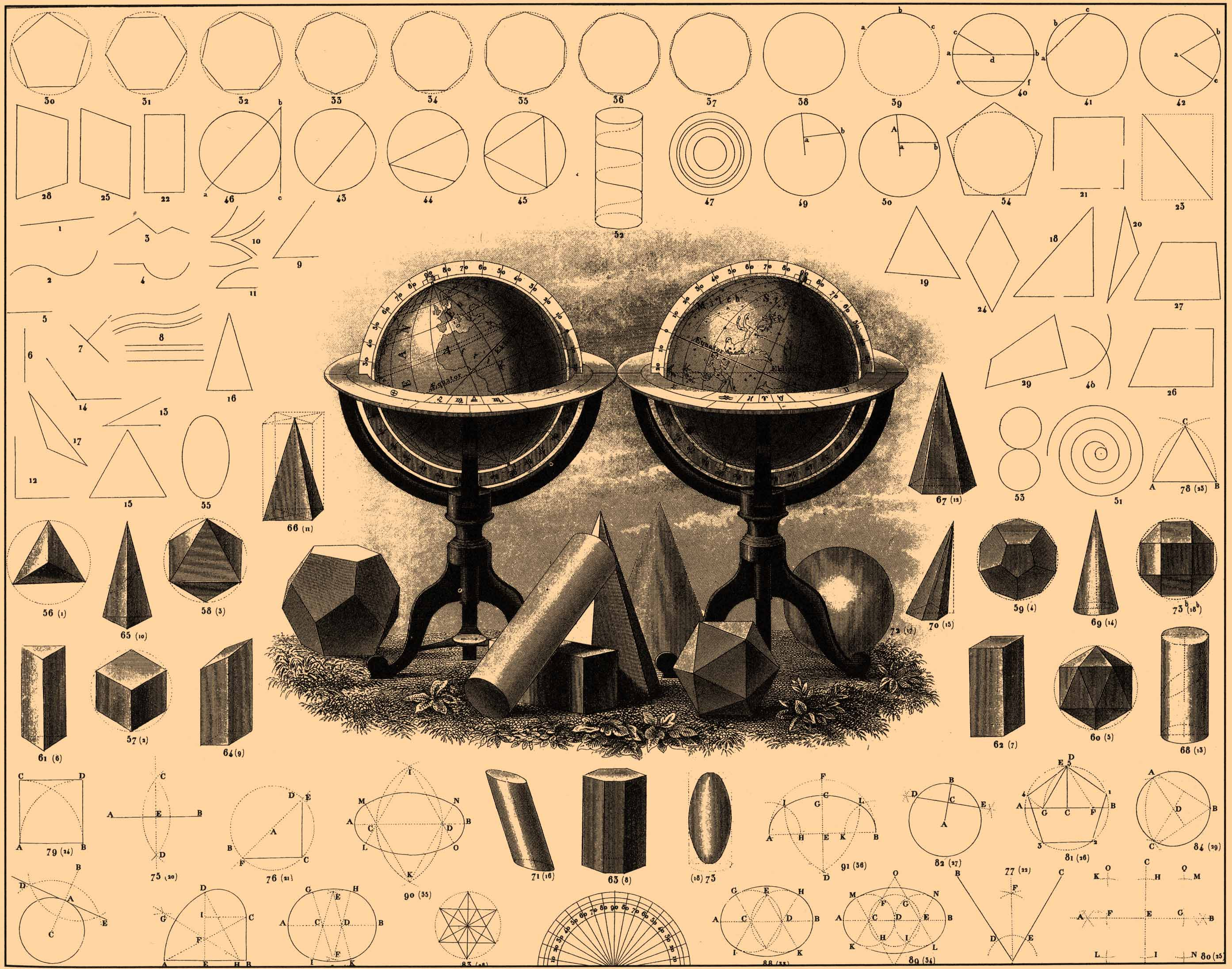
Illustration tirée de l'encyclopédie Brockhaus et Efron (1890-1907) représentant deux globes terrestres entourés de diverses formes géométriques.

Ce formulaire de géométrie classique récapitule diverses formules reliant algébriquement des mesures de longueur, d'aire ou de volume pour des figures de géométrie euclidienne.

## Figures du plan

### Périmètre et aire
| Nom                        | Représentation            | Périmètre {\displaystyle p}                                                                            | Aire intérieure {\displaystyle {\mathcal {A}}}                          | Relations supplémentaires |
| -------------------------- | ------------------------- | --- | ----------------------------------------------------------------------- | --- |
| Carré                      | Carré                     | {\displaystyle 4a}                                                                                     | {\displaystyle a^{2}}                                                   | {\displaystyle d=a{\sqrt {2}}} |
| Rectangle                  | Rectangle                 | {\displaystyle 2(a+b)}                                                                                 | {\displaystyle a\times b}                                               | {\displaystyle d={\sqrt {a^{2}+b^{2}}}} |
| Triangle                   | Triangle quelconque       | {\displaystyle a+b+c}                                                                                  | {\displaystyle {\tfrac {1}{2}}\mathrm {base} \times \mathrm {hauteur} } | {\displaystyle {\mathcal {A}}={\sqrt {s(s-a)(s-b)(s-c)}}} où {\displaystyle s={\tfrac {1}{2}}p} (formule de Héron)                                  |
| Triangle équilatéral       | Triangle équilatéral      | {\displaystyle 3a}                                                                                     | {\displaystyle {\frac {a^{2}{\sqrt {3}}}{4}}}                           | {\displaystyle h={\frac {a{\sqrt {3}}}{2}}} |
| Triangle isocèle rectangle | c = côté de l'angle droit | {\displaystyle (2+{\sqrt {2}})c}                                                                       | {\displaystyle {\tfrac {1}{2}}c^{2}}                                    | {\displaystyle d=c{\sqrt {2}}} |
| Losange                    | Losange                   | {\displaystyle 4a}                                                                                     | {\displaystyle {\frac {D_{1}\times D_{2}}{2}}}.                         | {\displaystyle a={\tfrac {1}{2}}{\sqrt {{D_{1}}^{2}+{D_{2}}^{2}}}}                                                                                  |
| Parallélogramme            | Parallélogramme           | {\displaystyle 2(a+b)}                                                                                 | {\displaystyle a\times h}                                               | {\displaystyle {\mathcal {A}}=ab\sin \theta } |
| Trapèze                    | Trapèze                   | {\displaystyle a+b+c+d}                                                                                | {\displaystyle {\tfrac {1}{2}}(a+c)\times h}                            | |
| Disque                     | Disque                    | {\displaystyle 2\pi r}                                                                                 | {\displaystyle \pi \times r^{2}}                                        | |
| Couronne circulaire        | Couronne circulaire       | | {\displaystyle \pi \left(R^{2}-r^{2}\right)}                            | |
| Secteur circulaire         | Secteur circulaire        | {\displaystyle r\cdot \left(2+\pi \cdot {\frac {\theta ^{\circ }}{180}}\right)}                        | {\displaystyle \pi r^{2}\cdot {\frac {\theta ^{\circ }}{360}}}          | {\displaystyle L=\pi r\cdot {\frac {\theta ^{\circ }}{180}}}                                                                                        |
| Segment circulaire         | Segment circulaire        | | {\displaystyle {\frac {R^{2}}{2}}\left(\theta -\sin \theta \right)}     | {\displaystyle s=R\theta } {\displaystyle c=2R\sin(\theta /2)} {\displaystyle d=R\cos(\theta /2)} {\displaystyle h=R\left(1-\cos(\theta /2)\right)} |
| Ellipse                    | Ellipse                   | {\displaystyle L=\textstyle \int _{0}^{2\pi }{\sqrt {a^{2}\cos ^{2}t+b^{2}\sin ^{2}t}}\,\mathrm {d} t} | {\displaystyle \pi \times a\times b}                                    | {\displaystyle 2\pi {\frac {a+b}{2}}<L<2\pi {\sqrt {\frac {a^{2}+b^{2}}{2}}}}                                                                       |

### Autres relations

Triangle rectangle.

Configuration de Thalès.

Théorème de PythagoreDans un triangle {\displaystyle ABC} rectangle en {\displaystyle C}, les longueurs des côtés sont reliées par la formule :
{\displaystyle AB^{2}=AC^{2}+BC^{2}.}
Théorème de ThalèsDans un triangle {\displaystyle ABC} non plat, si une droite parallèle à {\displaystyle (BC)} coupe {\displaystyle (AB)} en {\displaystyle D} et coupe {\displaystyle (AC)} en {\displaystyle E} alors les égalités suivantes sont vérifiées :
{\displaystyle {\frac {AD}{AB}}={\frac {AE}{AC}}={\frac {DE}{BC}}.}

## Figures de l'espace
| Nom                    | Représentation                                                             | Aire de la surface | Volume intérieur                                      | Relations supplémentaires |
| ---------------------- | -------------------------------------------------------------------------- | --- | ----------------------------------------------------- | --- |
| Cube                   |                                                                            | {\displaystyle 6c^{2}} | {\displaystyle c^{3}}                                 | {\displaystyle {\mathcal {D}}=c{\sqrt {3}}} |
| Pavé droit             | Pavé droit                                                                 | {\displaystyle 2(ab+ah+bh)} | {\displaystyle abh}                                   | {\displaystyle {\mathcal {D}}={\sqrt {a^{2}+b^{2}+h^{2}}}} |
| Prisme droit           | B : aire de chaque base P : périmètre de chaque base h : hauteur du prisme | extrémités : {\displaystyle 2\times B} surface latérale : {\displaystyle Ph}                                                         | {\displaystyle {\mathcal {B}}\times h}                | |
| Cylindre de révolution | Cylindre droit                                                             | extrémités : {\displaystyle 2\times \pi r^{2}} surface latérale : {\displaystyle 2\pi rh} aire totale : {\displaystyle 2\pi r(h+r)}. | {\displaystyle \pi r^{2}h}                            | |
| Pyramide               | Pyramide                                                                   | | {\displaystyle {\tfrac {1}{3}}{\mathcal {B}}\times h} | |
| Tétraèdre régulier     |                                                                            | {\displaystyle a^{2}{\sqrt {3}}} | {\displaystyle {\frac {a^{3}{\sqrt {2}}}{12}}}        | {\displaystyle h=a{\sqrt {\tfrac {2}{3}}}} |
| Cône de révolution     | Cône de révolution                                                         | base : {\displaystyle \pi r^{2}} surface latérale : {\displaystyle S=\pi rR=\pi r{\sqrt {r^{2}+h^{2}}}}                              | {\displaystyle V={\frac {1}{3}}\pi r^{2}h}            | {\displaystyle S=\left(\pi -{\frac {\theta }{2}}\right)R^{2}} {\displaystyle \theta =2\pi \left(1-{\frac {r}{R}}\right)} {\displaystyle h=R{\sqrt {{\frac {\theta }{2\pi }}\left(2-{\frac {\theta }{2\pi }}\right)}}}    |
| Sphère                 | Sphère                                                                     | {\displaystyle 4\pi r^{2}} | {\displaystyle {\tfrac {4}{3}}\pi r^{3}}              | |
| Calotte sphérique      |                                                                            | base : {\displaystyle \pi a^{2}} surface courbe : {\displaystyle S=2\pi rh=\pi d^{2}}                                                | {\displaystyle {\tfrac {1}{6}}\pi h(3a^{2}+h^{2})}    | {\displaystyle r={\frac {a^{2}+h^{2}}{2h}}} {\displaystyle S=4\pi r^{2}\sin ^{2}{\frac {r'}{2r}}} pour {\displaystyle r'\ll r}, {\displaystyle S\approx \pi r'^{2}\left(1-{\frac {1}{12}}{\frac {r'^{2}}{r^{2}}}\right)} |
| Ellipsoïde             |                                                                            | (non algébrique) | {\displaystyle {\tfrac {4}{3}}\pi abc}                | |
| Tore                   |                                                                            | {\displaystyle S=2\pi r.2\pi R=4\pi ^{2}rR}                                                                                          | {\displaystyle V=\pi r^{2}.2\pi R=2\pi ^{2}r^{2}R}    | |